# Мелеуз (нижний приток Белой)
Мелеу́з (разг. Мелеу́зка, баш. МФА: Мәләүезо файле) — река в Куюргазинском и Мелеузовском районах Республики Башкортостан. Левый приток реки Белая.

## Описание
Начинается в 4 км к северо-западу от села Новомусино (Куюргазинский район). Впадает в Белую с левой стороны на территории города Мелеуз. Устье Мелеуза располагается в 856 км от устья Белой.
Длина реки составляет 37 км. Площадь водосбора — 354 км².
Основные притоки — Кара-Бугат (левый, впадает в 15 км от устья), Карагайка (правый, впадает в 22 км от устья), Куксыр (правый, впадает в 26 км от устья).
Помимо города Мелеуз, на реке расположены следующие населённые пункты: Новомусино, Маломусино, Илькинеево, Юмагузино, Рассвет.

## Данные водного реестра
По данным государственного водного реестра России относится к Камскому бассейновому округу, водохозяйственный участок реки — Белая от Юмагузинского гидроузла до города Салавата, без реки Нугуш (от истока до Нугушского гидроузла), речной подбассейн реки — Белая. Речной бассейн реки — Кама.
Код объекта в государственном водном реестре — 10010200412111100017735.